# Coupe de France 1982/83
Der Wettbewerb um die Coupe de France in der Saison 1982/83 war die 66. Ausspielung des französischen Fußballpokals für Männermannschaften. In diesem Jahr meldeten 3.280 Vereine.
Titelverteidiger war der Paris Saint-Germain FC, der in diesem Jahr die Trophäe erneut gewinnen konnte. Dies war PSGs zweiter Pokalsieg bei der zweiten Finalteilnahme. Endspielgegner FC Nantes hingegen verließ den Platz in seinem fünften Finale zum vierten Mal als Verlierer.
Für unterklassige Mannschaften war dies keine gute Saison: mit En Avant Guingamp und Racing Paris 1 schieden die letzten beiden Zweitdivisionäre im Viertel- und der letzte drittklassige Klub (Gazélec FCO Ajaccio) im Achtelfinale aus. Für die Amateure aus regionalen Spielklassen war sogar spätestens im Sechzehntelfinale Endstation; immerhin so weit gekommen waren die viertklassigen FC Neufchâteau und US Baume-les-Dames sowie der fünftklassige FC Lorient.
Nach den von den regionalen Untergliederungen des Landesverbands FFF organisierten Qualifikationsrunden griffen ab der Runde der letzten 64 Mannschaften auch die 20 Erstligisten in den Wettbewerb ein. Die Paarungen wurden frei ausgelost; sie fanden im Zweiunddreißigstelfinale – bei grober regionaler Vorsortierung der Teilnehmer – auf neutralem Platz statt und wurden bei Bedarf durch Verlängerung und Elfmeterschießen entscheiden. Ab dem Sechzehntel- bis einschließlich des Halbfinales gab es Hin- und Rückspiele. Bei Torgleichheit nach dem zweiten Aufeinandertreffen wurde dieses zunächst verlängert und anschließend ggf. durch Elfmeterschießen entschieden.

## Zweiunddreißigstelfinale
Spiele zwischen 11. und 20. Februar 1983. Die Vereine der beiden professionellen Ligen sind mit D1 bzw. D2 bezeichnet, diejenigen der landesweiten Amateurspielklasse mit D3, die höchsten regionalen Amateurligen als D4 bzw. D5.
| - AS Monaco D1 – AS Cannes D2 0:0 n. V. (5:4 i. E.) - FC Tours D1 – Chamois Niort D4 0:0 n. V. (3:0 i. E.) - FC Toulouse D1 – Stade Rennes D2 1:0 - AS Saint-Étienne D1 – AJ Auxerre D1 1:0 - FC Rouen D1 – LB Châteauroux D2 2:1 n. V. - Racing Paris 1 D2 – ES Viry-Châtillon D2 2:0 - Paris Saint-Germain D1 – AC Chaumont D3 2:0 - FC Neufchâteau D4 – AS Red Star D2 2:1 - FC Nantes D1 – US Melun D3 1:0 - FC Mulhouse D1 – US Tavaux-Damparis D3 1:0 - FC Metz D1 – Stade Reims D3 3:0 - Olympique Marseille D2 – FC Limoges D2 2:1 - Olympique Lyon D1 – FC Sochaux D1 3:2 - Girondins Bordeaux D1 – ES La Rochelle D3 4:0 - SC Abbeville D2 – US Dunkerque D2 1:0 - AS Nancy D1 – CO Saint-Dizier D3 2:0 | - SEC Bastia D1 – SC Orange D3 0:0 n. V. (4:1 i. E.) - Stade Laval D1 – Olympique Nîmes D2 2:0 - RC Lens D1 – FC Grenoble D2 1:0 n. V. - Le Havre AC D2 – US Orléans D2 3:1 - OSC Lille D1 – SC Hazebrouck D3 2:0 - Gazélec FCO Ajaccio D3 – Club Franciscain D5 5:1 - US Baume-les-Dames D4 – FCO Dijon D3 2:1 n. V. - RC Strasbourg D1 – CS Thonon D2 2:0 - FC Lorient D5 – UES Montmorillon D3 3:0 - Brest Armorique FC D1 – Stade Poitiers D3 3:0 - EA Guingamp D2 – SCO Angers D2 1:0 - FC La-Roche-sur-Yon D3 – AS Libourne D2 2:1 - US Maubeuge D3 – Calais RUFC D3 2:0 - RC Paris D3 – AC Cambrai D5 2:1 - FC Martigues D2 – INF Vichy D3 2:1 - Sporting Toulon D2 – FC Sète D3 2:1 n. V. |

## Sechzehntelfinale
Hinspiele am 4./5., Rückspiele am 12./13. März 1983
| - FC Tours D1 – Olympique Marseille D2 3:0, 1:2 - FC Toulouse D1 – Le Havre AC D2 1:1, 1:1 n. V. (4:2 i. E.) - Paris Saint-Germain D1 – SC Abbeville D2 2:0, 0:1 - FC Neufchâteau D4 – Racing Paris 1 D2 0:2, 0:5 - FC Mulhouse D1 – AS Monaco D1 0:1, 0:2 - FC Metz D1 – Brest Armorique FC D1 1:1, 0:3 - AS Nancy D1 – Stade Laval D1 0:1, 1:1 - SEC Bastia D1 – OSC Lille D1 0:1, 0:1 | - RC Lens D1 – Girondins Bordeaux D1 1:0, 0:2 - US Baume-les-Dames D4 – FC Nantes D1 0:4, 1:7 - FC Lorient D5 – EA Guingamp D2 0:3, 1:4 - FC La-Roche-sur-Yon D3 – FC Rouen D1 1:1, 0:4 - US Maubeuge D3 – RC Strasbourg D1 1:2, 1:1 - RC Paris D3 – Olympique Lyon D1 0:0, 2:3 - FC Martigues D2 – AS Saint-Étienne D1 3:0, 0:3 n. V. (4:3 i. E.) - Sporting Toulon D2 – Gazélec FCO Ajaccio D3 1:0, 0:2 |

## Achtelfinale
Hinspiele am 5., Rückspiele am 15. April 1983
| - FC Tours D1 – Olympique Lyon D1 2:0, 2:3 - Racing Paris 1 D2 – Gazélec FCO Ajaccio D3 3:0, 0:1 - Brest Armorique FC D1 – AS Monaco D1 4:1, 0:1 - Stade Laval D1 – EA Guingamp D2 0:0, 0:0 n. V. (2:4 i. E.) | - Girondins Bordeaux D1 – FC Nantes D1 0:0, 0:4 - FC Rouen D1 – FC Toulouse D1 2:1, 0:0 - RC Strasbourg D1 – Paris Saint-Germain D1 0:2, 2:5 - FC Martigues D2 – OSC Lille D1 2:1, 0:2 |

## Viertelfinale
Hinspiele am 3., Rückspiele am 10. Mai 1983
| - Racing Paris 1 D2 – FC Nantes D1 2:2, 0:1 - Brest Armorique FC D1 – Paris Saint-Germain D1 2:1, 0:2 | - EA Guingamp D2 – FC Tours D1 1:1, 1:3 - OSC Lille D1 – FC Rouen D1 2:0, 0:1 |

## Halbfinale
Hinspiele am 27. Mai, Rückspiele am 7. Juni 1983
| - Paris Saint-Germain D1 – FC Tours D1 4:0, 3:3 | - OSC Lille D1 – FC Nantes D1 0:1, 1:1 |

## Finale
Spiel am 11. Juni 1983 im Prinzenparkstadion in Paris vor 46.203 Zuschauern
- Paris Saint-Germain – FC Nantes 3:2 (1:2)

### Mannschaftsaufstellungen
Paris SG: Dominique Baratelli – Franck Tanasi, Jean-Claude Lemoult, Jean-Marc Pilorget, Dominique Bathenay  (Mustapha Dahleb, 50.) – Pascal Zaremba, Nabatingue Toko, Luis Fernández – Dominique Rocheteau, Safet Sušić, Michel N’Gom
Trainer : Georges Peyroche
FC Nantes: Jean-Paul Bertrand-Demanes – Michel Bibard (Fabrice Picot, 82.), William Ayache, Patrice Rio, Maxime Bossis  – Seth Adonkor, Bruno Baronchelli, Thierry Tusseau (Oscar Muller, 73.) – Vahid Halilhodžić, José Touré, Loïc Amisse
Trainer : Jean-Claude Suaudeau
Schiedsrichter: Michel Vautrot (Besançon)

### Tore
1:0 Zaremba (3.)

1:1 Baronchelli (17.)

1:2 Touré (40.)

2:2 Sušić (65.)

3:2 Toko (82.)

### Besondere Vorkommnisse
Nantes’ Seth Adonkor wurde in der 89. Minute vom Platz gestellt. Für Schiedsrichter Michel Vautrot war dies bereits die dritte Endspielleitung (nach 1979 und 1982); damit schloss er zu Edmond Gérardin, Georges Capdeville und Georges Konrath auf – und sollte sich 1984 mit seinem vierten Einsatz in einem Finale an die alleinige Spitze setzen.
Neun der zwölf für Paris eingesetzten Spieler sowie der Trainer wurden erneut Pokalsieger; lediglich Tanasi, Zaremba und Sušić standen im Vorjahr nicht in der Endspielelf.